# Hamilton County (New York)
Hamilton County ist ein County im Bundesstaat New York der Vereinigten Staaten. Bei der Volkszählung im Jahr 2020 hatte das County 5107 Einwohner und eine Bevölkerungsdichte von 1,2 Einwohnern pro Quadratkilometer. Der Verwaltungssitz (County Seat) ist Lake Pleasant. Das Gelände besteht aus einer weitgehend bewaldeten Grundmoränenlandschaft mit geringen Höhenunterschieden und einer Vielzahl langgestreckter Seen. Die Wichtigsten davon sind der Long Lake, der Indian Lake und der Lake Pleasant, die auch als Touristenziele genutzt werden.
Hamilton County liegt vollständig im Adirondack Park, dem größten Schutzgebiet der kontinentalen Vereinigten Staaten.

## Geographie
Das County hat eine Fläche von 4.682 Quadratkilometern, wovon 234 Quadratkilometer Wasserfläche sind.
Das Hamilton County liegt zentral in dem Teil New Yorks, der sich nördlich des Mohawk Valley befindet. Drei Bergketten durchqueren das County. Eine verläuft durch die südöstliche Ecke, berührt Hope und erstreckt sich nach Nordosten durch Day, Athol und weiter bis nach Crown Point am Lake Champlain. Die zweite Kette bilden die Adirondack Mountains und liegt zwischen Hope und dem Lake Pleasant. Sie verläuft südöstlich des Zentrums des Countys und hat eine Breite von zehn bis fünfzehn Kilometern. An keiner Stelle ist die Bergkette höher als 1200 Meter, doch der nördliche Teil, der bereits im Essex County liegt, umfasst die höchsten Berge des Bundesstaates. Parallel dazu verläuft etwa zehn Kilometer entfernt durch das Zentrum des Countys die dritte Bergkette. Sie ist weniger regelmäßig gegliedert, sondern besteht aus einer Reihe einzelner Berge. Sie verläuft durch die nordwestliche Ecke von Newcomb im Essex County und die südöstliche Ecke des Franklin Countys, bildet die Grenzberge zwischen diesem und dem Clinton County und endet bei Ellenburg und Chateaugay. Das County ist insgesamt hügelig und bergig, aber ohne steile Hänge und somit gut als Weideland geeignet.
Das auffallendste Merkmal der Landschaft sind die zahlreichen Seen. In ihnen entspringen unter anderem Hudson River, Black River und Raquette River.  Grob kann man diese Seen in zwei Gruppen einteilen. Im Süden des Countys liegen Lake Pleasant, Sacandaga Lake und Piseco Lake, die mit einigen anderen Gewässern das Wasser für den Sacandaga River, einem rechten Nebenfluss des Hudson River, aufbringen, und im Norden liegen der Raquette Lake  sowie der Long Lake. Der Long Lake ist 30 Kilometer lang, aber höchstens fünf Kilometer breit. Der Raquette Lake hat zwar nur eine maximale Länge von 22,5 Kilometern, hat aber viele Buchten und eine stark gezähnte Uferlinie. Von hier erstreckt sich in nordöstlicher Richtung eine Reihe von Seen, die 1841 den Namen Eckford Chain erhielt und etwa acht Kilometer lang ist. Der oberste See erhielt ursprünglich den Namen Lake Janet nach der Frau des Zoologen der damaligen Expedition und trägt heute den Namen Blue Mountain Lake. An ihn schließt sich der Eagle Lake und der Utowana Lake an. Sie werden entwässert durch den Marion River, der in eine Bucht auf der Ostseite es Raquette Lake mündet. Der See wird an seinem nordöstlichen Ende durch den Raquette River entwässert. Südwestlich des Raquette Lakes liegt eine weitere Reihe von acht Seen, die Fulton Chain, deren vier untere Seen bereits im Herkimer County liegen.

### Umliegende Gebiete
| St. Lawrence County | St. Lawrence County Franklin County | Franklin County            |
| Herkimer County     |                                     | Essex County Warren County |
| Herkimer County     | Fulton County                       | Saratoga County            |

## Geschichte
Das Gebiet des heutigen County wurde bereits in die Fläche des 1772 gegründeten Montgomery County (damals noch Tryon County benannt) aufgenommen, als die europäischen Siedler dieses Land noch nicht erschlossen hatten. 1773 schloss der Totten and Crossfield Purchase, ein großer Landverkauf an Siedler, die Fläche des heutigen County weitgehend ein; eine erste Besiedlung erfolgte aber erst ab etwa 1790, nach Ende der Kämpfe zwischen Briten und Franzosen und der weitgehenden Verdrängung der einheimischen Stämme der Mohawk.
Erst im Zuge der wachsenden Bevölkerungszahlen wurde Hamilton County am 12. April 1816 aus Montgomery County gebildet und nach dem General Alexander Hamilton benannt. Obwohl formell unabhängig, blieben beide Countys für viele Jahre verwaltungstechnisch stark verbunden. So wurde für einige Jahre ein gemeinsamer Abgeordneter für beide Countys in die Abgeordnetenversammlung des Bundesstaates New York gesandt; eigene Gerichte wurden erst 1837 eingerichtet, die zugehörigen Gerichtsgebäude und Gefängnisse wurden erst 1840 erbaut.
Im amerikanischen Bürgerkrieg wurden Teile des 97., des 115. und des 153. New Yorker Regiments aus Bürgern des Countys gebildet; Kämpfe fanden hier aber nicht statt.
Das County entwickelte keine eigenen Industriezentren und war weitestgehend auf Eigenversorgung seiner Einwohner ausgerichtet. Heute ist, neben der Land- und Forstwirtschaft, der Tourismus ein wesentlicher Wirtschaftsfaktor.

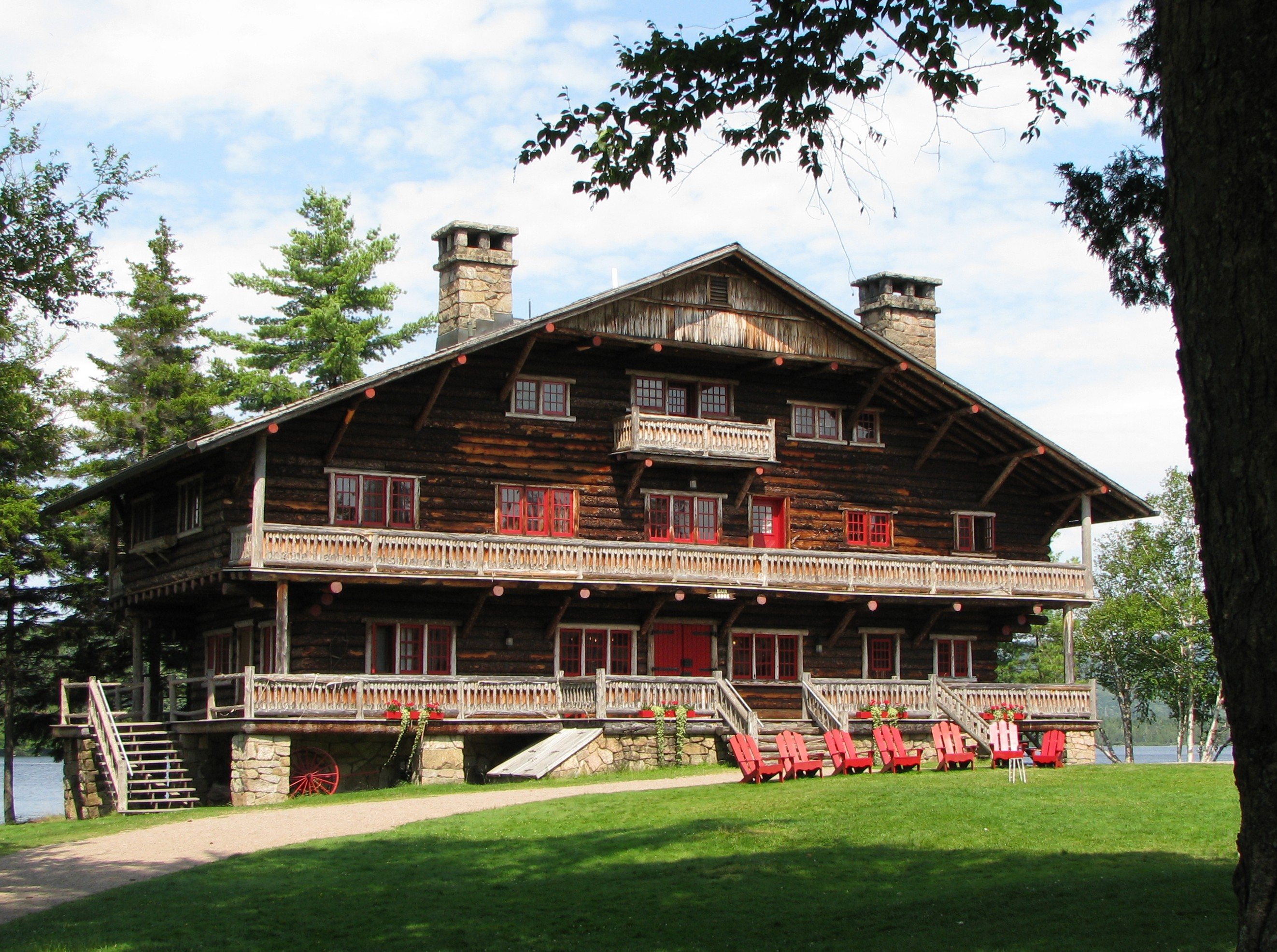
Sagamore Camp (2009)

Drei Orte haben den Status einer National Historic Landmark, das Camp Uncas, das Camp Pine Knot und das Sagamore Camp. 17 Bauwerke und Stätten des Countys sind insgesamt im National Register of Historic Places eingetragen (Stand 18. Februar 2018).

### Einwohnerentwicklung
Hamilton County hat mit Abstand die wenigsten Einwohner und die geringste Bevölkerungsdichte im Bundesstaat New York.
| Jahr      | 1800 | 1810 | 1820 | 1830 | 1840 | 1850 | 1860 | 1870 | 1880 | 1890 |
| --------- | ---- | ---- | ---- | ---- | ---- | ---- | ---- | ---- | ---- | ---- |
| Einwohner | –    | –    | 1251 | 1325 | 1907 | 2188 | 3024 | 2960 | 3923 | 4762 |
| Jahr      | 1900 | 1910 | 1920 | 1930 | 1940 | 1950 | 1960 | 1970 | 1980 | 1990 |
| Einwohner | 4974 | 4373 | 3970 | 3929 | 4188 | 4105 | 4267 | 4714 | 5034 | 5279 |
| Jahr      | 2000 | 2010 | 2020 | 2030 | 2040 | 2050 | 2060 | 2070 | 2080 | 2090 |
| Einwohner | 5379 | 4836 | 5107 |      |      |      |      |      |      |      |

## Städte und Gemeinden
Zusätzlich zu den unten angeführten selbständigen Gemeinden gibt es im Hamilton County das village Speculator in der Town of Lake Pleasant, das von der übergeordneten Town mitverwaltet wird.
| Ortschaft     | Status | Einwohner (2010) | Gesamte Fläche [km²] | Landfläche [km²] | Bevölkerungsdichte [Einwohner / km²] | Gründung      | Besonderheit |
| ------------- | ------ | ---------------- | -------------------- | ---------------- | ------------------------------------ | ------------- | ------------ |
| Arietta       | town   | 304              | 853,2                | 821,5            | 0,4                                  | 13. Mai 1836  |              |
| Benson        | town   | 192              | 215,5                | 214,0            | 0,9                                  | 6. Apr. 1860  |              |
| Hope          | town   | 403              | 108,0                | 105,4            | 3,8                                  | 15. Apr. 1818 |              |
| Indian Lake   | town   | 1.352            | 689,6                | 652,2            | 2,1                                  | 13. Nov. 1858 |              |
| Inlet         | town   | 333              | 171,9                | 161,1            | 5,4                                  | 1901          |              |
| Lake Pleasant | town   | 781              | 512,8                | 486,9            | 1,6                                  | 26. Mai 1812  | County Seat  |
| Long Lake     | town   | 711              | 1165,1               | 1054,2           | 0,7                                  | 4. Mai 1837   |              |
| Morehouse     | town   | 86               | 504,4                | 494,9            | 0,5                                  | 13. Apr. 1835 |              |
| Wells         | town   | 674              | 462,0                | 457,9            | 1,5                                  | 28. Mai 1805  |              |